# محوطه کرند کهنه
محوطه کرند کهنه یک محوطۀ تاریخی مربوط به دوره ساسانیان و دوره ایلخانی است که در شهرستان دالاهو، بخش مرکزی، جنوب غرب شهر کرند غرب، پایین دست جاده کرند غرب به سر پل ذهاب واقع شده‌است. این محوطه در تاریخ ۶ اسفند ۱۳۸۵ با شمارهٔ ثبت ۱۷۵۶۶ به‌عنوان یکی از آثار ملی ایران به ثبت رسیده است.

## موقعیت
محوطۀ کرند کهنه در جنوب غرب شهر کرند و در شمال جادۀ کمربندی اسلام‌آباد غرب به سرپل ذهاب واقع شده‌است. این محوطه در میان باغ‌ها و زمین‌های کشاورزی منتهی به جادۀ کمربندی شهر احاطه شده و به دلیل فضاسازی‌هایی که در اطراف و حریم آن برای ایجاد باغ‌ها و زمین‌های کشاورزی به‌وجود آمده، دسترسی بدان تنها از مسیر جادۀ ارتباطی خاکی بین باغ‌ها در شرق و جنوب شرق محوطه امکان‌پذیر است.

## ابعاد
در مرداد ۱۴۰۳ اعلام شد که ابعاد محوطۀ کرند کهنه پس از تخریب‌های صورت‌گرفته به ۱۴۰×۲۱۰ متر و ارتفاع تقریبی آن به ۶/۵ متر از سطح زمین‌های اطراف رسیده‌است.

## کاوش

### ۱۳۸۴
محوطۀ کرند کهنه در سال ۱۳۸۴ توسط یک تیم باستان‌شناسی به سرپرستی مهدی بیگ‌محمدپور مورد بررسی قرار گرفت. در این کاوش، نمونه سفال‌هایی از محوطه جمع‌آوری  و در پروندۀ ثبتی اثر به ثبت رسید که بر اساس آن این احتمال مطرح شد که محوطه به دو دورۀ ساسانی و ایلخانی مربوط باشد.

### ۱۴۰۳
در مرداد ۱۴۰۳ عملیات گمانه‌زنی به منظور تعیین عرصه و پیشنهاد حریم محوطۀ کرند کهنه انجام شد که طی آن ۳۰ گمانه در محوطه حفر و شواهد جدیدی کشف شد. از سطح محوطه و سطح گمانه‌ها شواهد و بقایایی مانند بقایای معماری سنگی و آجری به همراه ملاط گچ و همچنین مواد فرهنگی سفال و استخوان به‌دست آمد. کاوشگران این استنباط را مطرح کردند که گسترش محوطه در بخش جنوبی بیش از آن چیزی‌ست که در ظاهر نشان می‌دهد و احتمال داده‌اند که محوطۀ کرند کهنه، بقایای ارگ یک شهر تاریخی مربوط به قرون میانۀ اسلامی باشد. با این وجود اظهار نظر قطعی در این خصوص مستلزم انجام کاوش‌های باستان‌شناسی در این محوطه دانسته شده‌است.

## آسیب‌ها
گسترش شهر، رشد گردشگری و زمین‌های حاصل‌خیز در اطراف محوطۀ کرند کهنه باعث شده تا مالکین باغ‌ها و زمین‌های کشاورزی خسارت جبران‌ناپذیری بر پیکرۀ این محوطه وارد کنند. در بررسی‌ها مشخص شد که سنگ‌های بر جای مانده از بقایای معماری محوطه برای دیوارکشی اطراف باغ‌ها مورد استفاده قرار گرفته‌است. در مرداد ۱۴۰۳ و در جریان عملیات گمانه‌زنی برای تعیین عرصه و حریم محوطأ کرند کهنه اعلام شد که بخش‌های زیادی از محوطه در قسمت‌های شمالی، شرقی و غربی به دلیل احداث باغ و دیوارچینی سنگی به‌شدت تخریب شده و در بخش جنوبی آن نیز به‌واسطه زمین‌های کشاورزی و ایجاد باغ دخل و تصرف‌هایی انجام شده و بدین ترتیب تنها بخش مرکزی این اثر برجا مانده‌است. این در حالی‌ست که بررسی شواهد سطحی همچون مشاهدأ تکه‌های سفال در سطح محوطه نشان می‌دهد که این اثر احتمالاْ تا قبل از گسترش باغ‌ها و زمین‌های کشاورزی وسعت بیشتری داشته‌است.